# Meridiano
Meridiano este un oraș în São Paulo (SP), Brazilia.